# Formica lavateri
Formica lavateri är en myrart som beskrevs av Oswald Heer 1850. Formica lavateri ingår i släktet Formica och familjen myror.

## Underarter
Arten delas in i följande underarter:
- F. l. lavateri
- F. l. major